# Sèvres
Sèvres [/sɛvʁ/] ist eine französische Gemeinde mit 22.782 Einwohnern (Stand 1. Januar 2022) und ein Vorort von Paris im Département Hauts-de-Seine. Die Einwohner werden Sévriens genannt. Unweit von Schloss Versailles gelegen, ist Sèvres Sitz zahlreicher Kongresse und Organisationen, z. B. des Bureau International des Poids et Mesures, in dem unter anderem das historische Urkilogramm und der historische Urmeter aufbewahrt werden.

## Geschichte
Der Allgemeinheit wurde Sèvres vor allem durch den Vertrag von Sèvres bekannt, der 1920 nach dem Ersten Weltkrieg und dem Zerfall des Osmanischen Reiches abgeschlossen wurde und die Nachkriegsordnung in Südosteuropa und im Nahen Osten regelte. Wesentliches Element des Vertrages waren die zwischen der Entente und dem osmanischen Sultan geschlossenen Teile des Vertrages, nachdem Armenier und (nach einer Volksabstimmung) Kurden in die Unabhängigkeit entlassen werden sollten und Griechenland die Küstenregion um Smyrna (heute Izmir), Italien der Südwestteil sowie Frankreich und Großbritannien der Südostteil zugesprochen wurde. Der Vertrag wurde von Atatürk und den „Jungtürken“, nicht anerkannt und 1923 im Vertrag von Lausanne zugunsten der Türkei revidiert.

## Politik

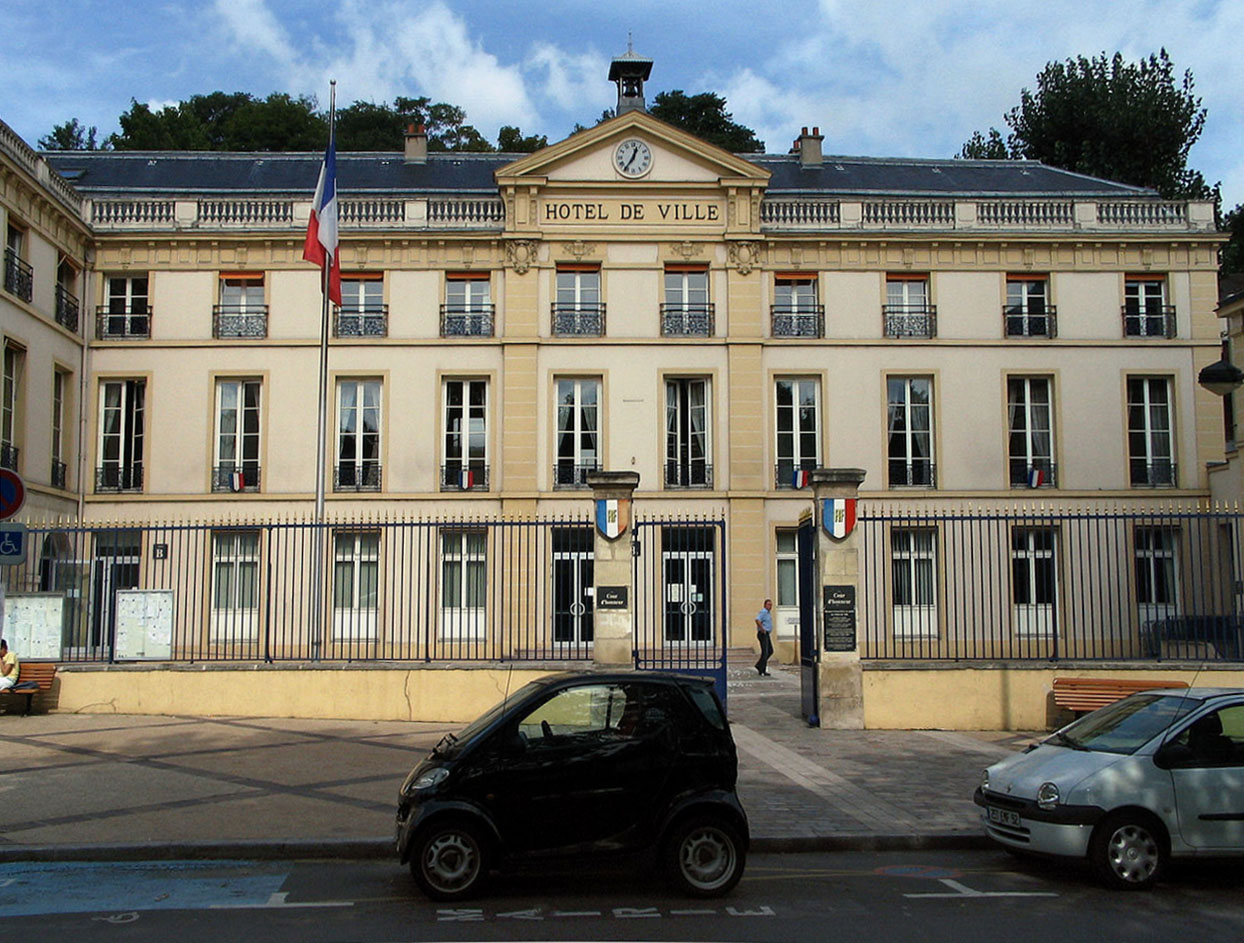
La mairie de Sèvres (Rathaus)

Bürgermeister (maire) war seit 1995 François Kosciusko-Morizet, der für die UMP kandidiert hatte. Seit 2014 ist Grégoire de La Roncière (Divers droite) Bürgermeister der Stadt.

## Baudenkmäler
Siehe: Liste der Monuments historiques in Sèvres

## Wirtschaft

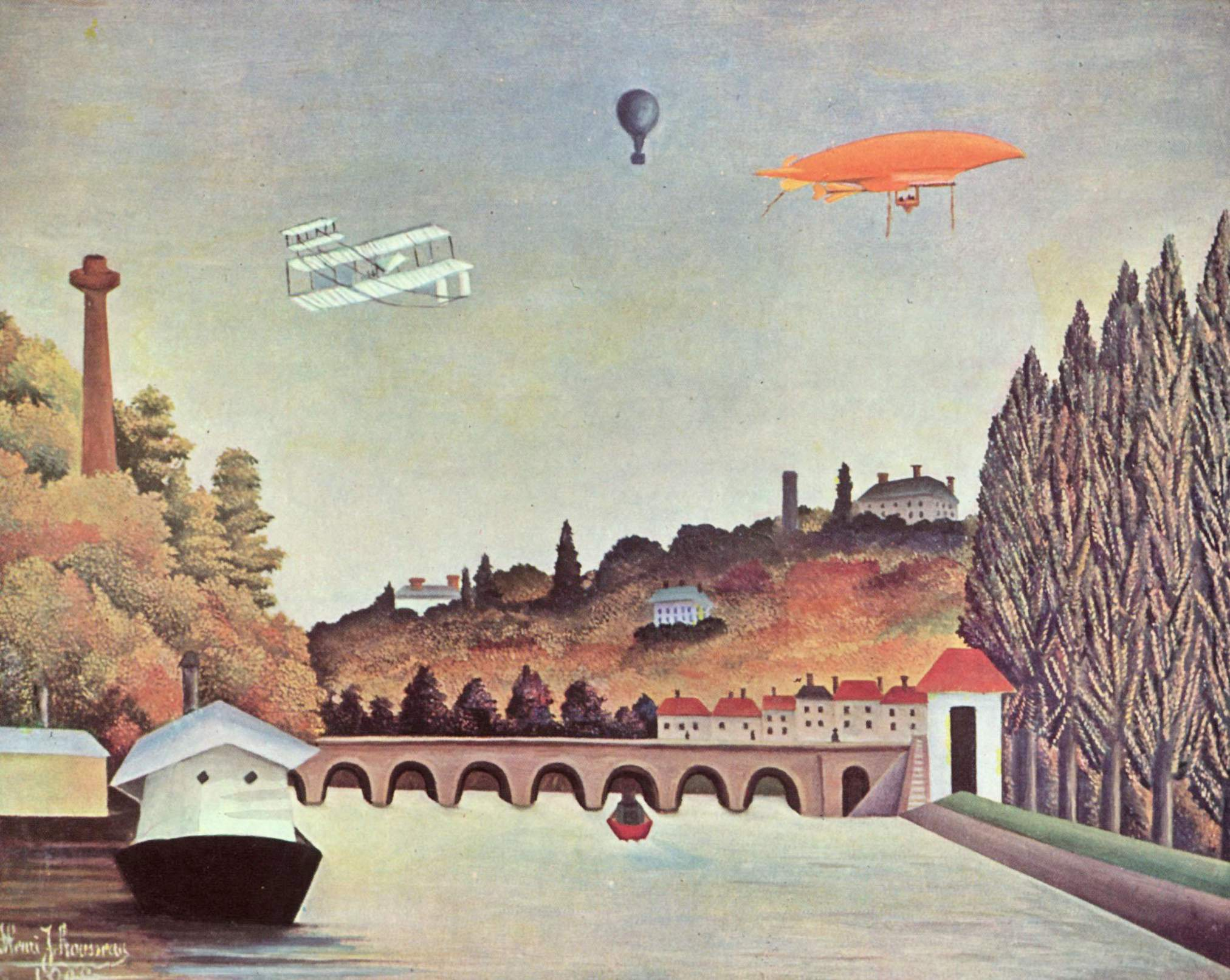
Henri Rousseau: Die Brücke von Sèvres, 1908

Seit 1756 beherbergt Sèvres die 1739 im Schloss Vincennes gegründete Manufacture royale de porcelaine de Sèvres und erzeugte neben der Porzellanmanufaktur Meißen im 18. Jahrhundert die kostbarsten europäischen Porzellane.

## Städtepartnerschaften
- Wolfenbüttel, Deutschland
- Mount Prospect, Illinois, Vereinigte Staaten
- Mărăcineni, Rumänien

## Söhne und Töchter der Stadt
- Charles Julien Brianchon (1783–1864), Mathematiker
- Constant Troyon (1810–1865), Maler
- Émile van Marcke (1827–1890), Maler
- Louis de Gramont (1854–1912), Journalist, Dramatiker und Librettist
- Philippe Berthelot (1866–1934), Diplomat
- Amalric Walter (1870–1959), Keramiker und Glasmacher
- Lola Artôt de Padilla (1876–1933), französisch-spanische Sopranistin, die aber hauptsächlich in Deutschland auftrat
- André Patry  (1876–1971), Schweizer Ophthalmologe
- Robert-Jules Garnier (1883–1958), Filmarchitekt, Pionier der Kinematographie
- Léon Brillouin (1889–1969), französisch-amerikanischer Physiker
- Réginald-André-Paulin-Edmond Jacq (1905–2001), römisch-katholischer Priester, Apostolischer Vikar
- Maurice Buret (1909–2003), Dressurreiter
- Albert Rémy (1915–1967), Schauspieler
- Lucille Sévin (vor 1920–nach 1940), Bildhauerin
- José Mendoza y Almeida (1926–2018), Schriftgestalter
- Manu Chao (* 1961), Musiker
- Booba (* 1976), Rapper
- Sarah Ourahmoune (* 1982), Boxerin
- Lolita Pille (* 1982), Schriftstellerin
- Karim Leklou (* 1982), Filmschauspieler
- Karim Ziani (* 1982), algerischer Fußballspieler
- Demba Ba (* 1985), senegalesischer Fußballspieler
- Issiar Dia (* 1987), senegalesischer Fußballspieler
- Andrew Albicy (* 1990), Basketballspieler
- Arthur Mensch (* 1992), Ingenieur und Unternehmer
- Loïc Badé (* 2000), Fußballspieler
- Manon Trapp (* 2000), Leichtathletin
- Tanguy Coulibaly (* 2001), Fußballspieler

In Sèvres wirkten lange Jahre Yvonne und Roger Hagnauer, Gerechte unter den Völkern, im Maison de Sèvres. sowie die Pädagogin Julie Favre.